# مترو أوسلو
مترو أوسلو (أو T-bane)، هو نظام المترو بأوسلو عاصمة النرويج. ويتألف من عدة خطوط قطار للركاب والترام وتحولت تدريجيا إلى شبكة نوعية المترو. طوله 80 كم ويضم 6 خطوط. T-bane أصبحت اختصار لTunnelbane أي نفق السكك الحديدية.